# 于尔维尔 (奥布省)
于尔维尔（法語：Urville，法語發音：[yʁvil] ⓘ）是法国奥布省的一个市镇，属于奥布河畔巴尔区。

## 地理
于尔维尔（48°10'14"N, 4°39'12"E）面积12.2 平方千米，位于法国大東部大區奥布省，该省份为法国中北部省份，北起马恩省，西接塞纳-马恩省，西南至约讷省，东南至科多尔省，东临上马恩省。
与于尔维尔接壤的市镇（或旧市镇、城区）包括：阿尔孔维尔、巴罗维尔、贝热尔、布利尼、尚皮尼奥勒-莱蒙德维尔、库维尼翁。

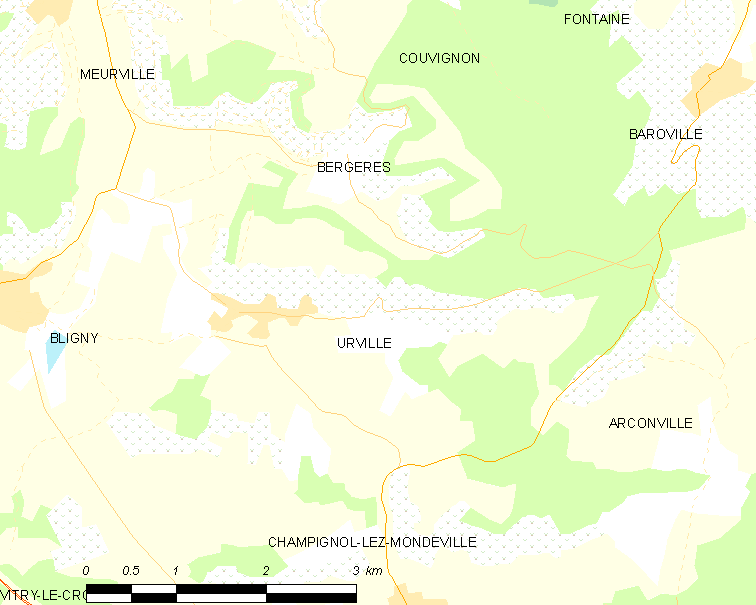
的OSM定位图

于尔维尔的时区为UTC+01:00、UTC+02:00（夏令时）。

## 行政
于尔维尔的邮政编码为10200，INSEE市镇编码为10390。

## 政治
于尔维尔所属的省级选区为奥布河畔巴尔县。

## 人口

1962-2008年间人口变化图示

于尔维尔于2022年1月1日时的人口数量为110人。